# U-230
U-230 — средняя немецкая подводная лодка типа VIIC времён Второй мировой войны.

## История
Заказ на постройку субмарины был отдан 7 декабря 1940 года. Лодка была заложена 25 ноября 1941 года на верфи «Германиаверфт» в Киле под строительным номером 660, спущена на воду 10 сентября 1942 года. Лодка вошла в строй 24 октября 1942 года под командованием капитан-лейтенанта Пауля Зигмана.

### Командиры
- 24 октября 1942 года — 11 августа 1944 года капитан-лейтенант Пауль Зигман
- 12 августа 1944 года — 21 августа 1944 года оберлейтенант цур зее Хайнц-Ойген Эбербах

### Флотилии
- 24 октября 1942 года — 31 января 1943 года — 5-я флотилия (учебная)
- 1 февраля 1943 года — 30 ноября 1943 года — 9-я флотилия
- 1 декабря 1943 года — 21 августа 1944 года — 29-я флотилия

### История службы
Лодка совершила 8 боевых походов. Потопила одно судно водоизмещением 2 868 брт и 3 военных корабля суммарным водоизмещением 3 585 тонн.
Села на мель 21 августа 1944 года в Средиземноморье на рейде Тулона, Франция, в районе с координатами 43°07′ с. ш. 06°00′ в. д., 50 членов экипажа спаслись (погибших не было). Затоплена во время наступления войск Союзников в южной Франции.

### Волчьи стаи
U-230 входила в состав следующих «волчьих стай»:
- Burggraf 26 февраля — 6 марта 1943
- Westmark 6 — 11 марта 1943
- Drossel 30 апреля — 13 мая 1943

### Атаки на лодку
- 6 мая 1943 года U-230, преследующая конвой SL-128, была неоднократно атакована самолётом, однако сумела без серьёзных повреждений проникнуть вглубь конвоя.
- 12 мая 1943 года атаковавший лодку британский «Суордфиш» был сбит зенитным огнём.